# 池羽悠
池羽 悠（いけば ゆう、1996年2月24日 - ）は、日本の女性声優、舞台役者。
茨城県出身。血液型はO型。事務所には所属せずフリーで活動している。
ファンの呼称は「悠牧民」。

## 略歴
- 2013年、プロ・フィット基礎科所属[2]。
- 2017年にスタートしたプロジェクト「ライブレボルト」に平井かな役で参加し、同プロジェクトの声優ユニットライブレボルト及びリサイタルズ from LiveRevoltとしても活動を開始[4]。
- 2017年6月1日付けでガンバール所属タレントとして活動を開始する[5]。
- 2019年3月11日より所属事務所のYoutubeチャンネルにて声優活動の一環として「Vガンバール」というバーチャルYouTuberの活動を開始[6]。
- 2019年6月30日付けでガンバールを退所。以降フリーで活動している。[7]
- 2020年5月30日、YouTubeにて自身のチャンネルを開設し、動画の投稿を開始[8]。
- 2020年12月11日、プロジェクトの終了に伴いライブレトルト及びリサイタルズ from LiveRevoltとしての活動を終了[9]。
- 2024年8月4日、ライブレボルトがLiveRevolt Re:vengeとして活動を再開に伴い、ライブレボルト及びリサイタルズ from LiveRevoltとしての活動を再開。[10]

## 人物
- 実家は茨城県の梨農家である[11]。
- 演技をする事でそれぞれの役と一緒に生きられる事を夢に思い描き声優の仕事に就いた[12]。
- シナモロールが子どもの頃から大好きで、池羽悠として仕事をする時は大抵ぬいぐるみを連れて仕事場に行っている[13][14]。
- 様々な仕事に関わっていく内、色々な事に興味が湧いてきて色々な事に挑戦したくなる等、強い好奇心と向上心を持っている[12]。
- 日々の自身にまつわる出来事に着目し、Twitter上で#1日1チャレンジとしてほぼ毎日報告していた[15][16]が、開始から丁度1年となる2018年9月19日に本人による終了宣言の動画がアップロードされ更新は終了となった。以降は#ワンデースマイルとして毎日自身の笑顔をTwitterにて届ける活動を行っている[17]。
- 尊敬する人物として歌手のLiSAを挙げており、デビューから追いかけていると公言している[18]。

## 出演
太字はメインキャラクター。

### ゲーム

#### 2019年
- ウィザーズ シンフォニー (クラウディア[19])

### ドラマCD

#### 2016年
- ラビベリー〜イチゴロボット編〜 (いちごロボット)
- ラビベリー〜アストロングベリー先生編〜 (ゾンベリー)
- 誠の径 (小凪真琴)

#### 2017年
- ライブレボルト (平井かな)

### 舞台

#### 2014年
- 第3回Coe No〜E

#### 2016年
- Future Artist Trea sure〜朗読会〜

#### 2017年
- SECOND・N PRODUCE「騙っちゅーの！」 (チンちゃん)

#### 2018年
- スキマニvol.6 「忘れられたら」 (堀田ミチル)
- キーストーンvol.1 朗読歌謡劇 「転生アイドル・謙信」 (上杉謙信)

#### 2019年
- ことだま屋本舗EXステージVol.8「レオナルド危機一髪／さんばか」 (OL・A／楓)
- ZERO BEAT.第6回本公演「カレイドルーム」 (結城凛)
- ポムカンパニー企画公演 おとらぼreport001 (モモ／佳奈)
- 対バン型朗読イベント「S'mores」 (高橋さら／佐々木柚子)
- LIVEDOG GIRLS「レディ・ア・ゴーゴー!!2019」 (小西深雪)

#### 2021年
- 物語研究所実験公演 マスク演劇「自粛姫～Princess of Distance～」 (ラプンツェル)

#### 2023年
- 劇団物語研究所第六回公演「百鬼夜行プロメッサ」(10月14日 日替わりゲスト出演(バイト巫女))

#### 2024年
- 演劇企画ヱウレーカ第4回本公演「詭弁師のレトラ」[20](桃瀬マナコ)

### CM

#### 2017年
- あわしまマリンパークCM「ペンギン流しアジ」篇 (ナレーション)

#### 2018年
- あわしまマリンパークCM「昔ばなし」篇 (ナレーション)
- 換装少女 (アロン)

#### 2019年
- 素直になれたら廃ゲーマーな妹でもかまってくれますか？ (ナレーション)

### インターネットテレビ
- レボルティックれいでぃお！ (2017年6月9日 - 2018年10月19日、ニコニコ生放送)
- 池羽悠のゆうゆうチャンネル (2017年8月27日 - 2019年4月16日、ニコニコ生放送)
- LINE×LIVE×Revolt (2018年10月29日 - 2019年7月3日、LINE LIVE)

## ディスコグラフィ
ライブレボルトの活動については「ライブレボルト」のページを参照

### キャラクターソング
| 発売日   | タイトル                                    | 歌                           | 楽曲                                                | 備考                     |
| 2017年   | 2017年                                      | 2017年                       | 2017年                                              | 2017年                   |
| -------- | ------------------------------------------- | ---------------------------- | --------------------------------------------------- | ------------------------ |
| 8月9日   | REVOLUTIA/Daring Soldiers                   | ライブレボルト               | 「REVOLUTIA」 「Daring Soldiers」                   | 『ライブレボルト』関連曲 |
| 2018年   |                                             |                              |                                                     |                          |
| 1月10日  | あれやこれやてんてこ舞い/全部うまく行くから | リサイタルズ from LiveRevolt | 「あれやこれやてんてこ舞い」 「全部うまく行くから」 | 『ライブレボルト』関連曲 |
| 11月21日 | REBIRTH                                     | ライブレボルト               | 「革命の唄」 「My best buddy」 「QUAD DRIVE!」      | 『ライブレボルト』関連曲 |
| 11月21日 | REBIRTH                                     | リサイタルズ from LiveRevolt | 「サマバケ！～永遠の夏～」 「Happy Magic!」         | 『ライブレボルト』関連曲 |
| 2019年   |                                             |                              |                                                     |                          |
| 3月13日  | BUDDIES                                     | ライブレボルト               | 「我らの声で蹴っ飛ばせ！」                          | 『ライブレボルト』関連曲 |
| 3月13日  | BUDDIES                                     | リサイタルズ from LiveRevolt | 「メーデー！くるくるクライシス学院」                | 『ライブレボルト』関連曲 |

### 歌手参加楽曲
| 発売日  | タイトル        | 歌                                                               | 楽曲           | 備考                                     |
| 2019年  | 2019年          | 2019年                                                           | 2019年         | 2019年                                   |
| ------- | --------------- | ---------------------------------------------------------------- | -------------- | ---------------------------------------- |
| 12月7日 | レディ&ゴー2019 | 栗本唯梨、蒼井まや、丸山琴瀬、安部さきよ、恵麻、水野花梨、池羽悠 | 発明と少女2019 | 舞台『レディ・ア・ゴーゴー!!2019』関連曲 |

### 自主制作作品

#### CODE-49
- 『HERETICS DOMINATION』[注 2]
- 『APOCALYPSE REINCARNATION』[注 3]
- 『RADICAL INVASION』[注 4]
- 『SOCIAL OUTCAST』[注 5]
- 『ARCADIA INITIATION』[注 6]
- 『DESIRE SANCTUARY』[注 7]

### ユニットメンバー
1. ↑  藤原あかね（田口華有）、野田ここみ（秋場ゆり）、瀬戸マリン（平野有紗）、紫咲クリス（あおきまお）、宮代りな（五味茉莉伽）、平井かな（池羽悠）、白石まどか（新菜まこ）、時音ひなた（松平奈々）
2. 1 2 3  宮代りな（五味茉莉伽）、平井かな（池羽悠）
3. 1 2  藤原あかね（田口華有）、野田ここみ（秋場ゆり）、瀬戸マリン（道井悠）、紫咲クリス（あおきまお）、宮代りな（五味茉莉伽）、平井かな（池羽悠）、白石まどか（荒井瑠里）、時音ひなた（堀内まり菜）